# Shu Lianghe
 (août 2008).
Si vous disposez d'ouvrages ou d'articles de référence ou si vous connaissez des sites web de qualité traitant du thème abordé ici, merci de compléter l'article en donnant les références utiles à sa vérifiabilité et en les liant à la section « Notes et références ».
Né le 5 août 619 avant J-.C
Décédé le 23 juin 548 avant J-.C
Shú Liánghé (chinois simplifié : 叔梁纥 ; chinois traditionnel : 叔梁紇) est le nom de courtoisie de Kong He (孔纥 / 孔紇, kǒng hé), né en -619 et est mort en -548, un homme d’État chinois, qui, selon la tradition chinoise, aurait été le père de Confucius. 
Il était le fils de Boxia (伯夏, bóxià), le père de Confucius et le gouverneur de Lu (鲁国 / 鲁國, lǔ guó), dans l'actuelle province du Shandong (山东 / 山東). Il était aussi un des plus grands guerriers de son époque et serait le descendant de Yi Yin (伊尹) le premier ministre de Cheng Tang (成湯) père-fondateur de la dynastie Shang (商朝, -1570 – -1045).
Il est célèbre pour avoir repoussé l'invasion de Qi aux portes de Qufu en -563. Il avait une stature très imposante mesurant plus de sept pieds. Il était aussi très fort physiquement pouvant lever des charges que l'on pensait impossible à soulever. 
Vers soixante-cinq ans, il épousa une fille de la famille Yan, Zheng Zai, qui avait quinze ans, il avait d'abord épousé une fille de la famille Shi qui lui donna neuf filles, puis d'un second mariage, il eut un fils Meng Pi (zh) (孟皮) qui était boiteux. Mais c'est avec Zheng Zai, qu'il engendra Confucius. Il mourut à l'âge de soixante et onze ans, laissant son fils, âgé de trois ans et Zheng Zai sans ressources.